# Colonia Montecatini
La Colonia Montecatini, successivamente Colonia Monopoli di Stato è una ex-colonia marittima estiva italiana.

## La progettazione
Negli anni Venti e Trenta del Novecento numerose grandi industrie italiane costruirono edifici al mare o in montagna per ospitare in estate i figli dei propri dipendenti. Anche la Montecatini - Società Generale per l’Industria Mineraria ed Agricola, decise di realizzare sulla costa romagnola una colonia per i figli dei propri operai e impiegati e nel giugno del 1936 venne dato l’annuncio della prossima costruzione «sul viale litoraneo» a Marina di Ravenna di un edificio capace di ospitare 1500 bambini ogni anno, divisi in tre turni da giugno a settembre.
La società aveva bandito una gara ad inviti per il progetto della colonia il 20 giugno, dando alcune indicazioni sulle caratteristiche dell’edificio: doveva prevedere l’alloggio per 500 bambini dai sette ai dodici anni, e per il personale di servizio occorrente, circa 30 posti in camere per le impiegate. Doveva essere temporanea, rimanendo aperta durante i mesi da giugno a settembre. Alla gara concorsero vari architetti, tra i quali Cancellotti, Franzi, Polidori, Salviati, Torres e Scoccimarro che la commissione segnalava come meritevoli del primo premio.
Contravvenendo alle intenzioni originarie, la Società decise di cambiare la località in cui edificare il complesso, ed invece di affidare il lavoro a un vincitore del concorso, richiedendo le necessarie variazioni, si rivolse ad altro architetto. Con un atto notarile dell’ottobre 1937 il podestà di Cervia, Eligio Bedeschi, cedeva alla Montecatini un appezzamento di terreno in parte arenile ed in parte pinetale, di proprietà del Comune di Cervia tra il Canale Immissario delle Saline ed il Canale Via Cupa per un totale di 50.023 mq per il prezzo di una lira al metroquadro, da adibire a colonia  entro il 1938.
La stampa locale dava vasta eco a questa notizia e ne presentava così il progetto, disegnato dall’ufficio tecnico della Montecatini con la collaborazione dell’architetto Eugenio Faludi:
La Direzione, posta in un luogo che le permette di seguire agevolmente la intera vita della colonia, ha accanto la sala di ricreazione, vastissima (40 x 20), ingegnosamente disposta a vari usi. Una parte di essa adibita a cappella per le funzioni religiose, può essere completamente isolata mediante un congegno di porte. La sala serve da palestra ginnastica e anche da cinematografo, e tanto l’una che l’altro hanno una completa attrezzatura.
Un cortile con portico collega al refettorio di m. 45 x 18. Ad ogni tavola trovano posto trenta bambini con accanto la loro vigilatrice di Colonia; accanto al refettorio, la cucina con i relativi servizi.
Criteri originali e cure particolari si sono avute per l’edifizio dei dormitori. Esso ha un portico e quattro piani sovrastanti: ai primi due, i maschi, ai superiori, le bambine; vi si accede da una torre, alta cinquanta metri, nella quale si svolgono delle facili rampe di scale.
Ogni piano comprende quattro dormitori: ciascuno accoglie trenta bambini ed una vigilatrice in camera separata e comunicante. Vicino ai dormitori, ampi locali igienici con docce.
L’infermeria posta sopra gli ambienti dell’accettazione, fornita di terrazze, può servire, per bambini ed adulti; lontano dagli altri fabbricati, dentro un boschetto, sorge il padiglione di isolamento, che con vari locali e tutto l’occorrente per la disinfezione, può accogliere i colpiti da malattie contagiose.
La Colonia è in grado di ospitare comodamente 500 bambini ogni turno»

## Inaugurazione ed uso a colonia marina
L’inaugurazione ufficiale avvenne il 24 agosto 1939, alla presenza dell’ispettore del P.N.F. Giulio Ginnasi, del prefetto di Ravenna, degli esponenti del fascismo provinciale e di dirigenti della Montecatini e con la consueta coreografia militaresca.
Vi erano fabbricati per le cure mediche, per le cucine, per il refettorio, per la lavanderia e per gli alloggi del personale e degli ospiti. Nella parte riservata ai bambini c’erano aule scolastiche, armerie, sale di lettura, sale per i giochi e gli spettacoli, e la chiesa. L’edificio più imponente, lungo 122 metri, era disposto su 4 piani ed ospitava i dormitori dei bambini. Era collegato ad una rampa alta 50 metri, chiamata torre dell’Arengario, alla cui sommità era collocato il serbatoio che forniva acqua alla colonia. Attorno alla torre vi era una «successione di fabbricati e di porticati, di piazzali e di cortili simili a chiostri.
Nella colonia potevano essere ospitati ogni anno 1500 bambini, di età compresa tra i 6 ed i 12 anni. Erano divisi in tre turni di 500 «coloni» ciascuno, della durata di un mese, dal 15 giugno al 15 settembre. Ogni gruppo di bambini era suddiviso a sua volta in 16 «unità organiche» o squadre di 30 bambini o bambine ciascuno, sorvegliati da una vigilatrice. Ad ogni ospite veniva consegnato al suo ingresso in colonia un corredo ed il necessario per l’igiene quotidiana.

## La Seconda guerra mondiale ed il Dopoguerra
La Seconda guerra mondiale cambiò subito la destinazione d’uso di quell’edificio che, già nel settembre del 1940 era diventato ospedale militare. Nel giugno 1941 vi erano ricoverati i reduci, feriti o ammalati, dal fronte greco. Nel 1943 vi erano ricoverati circa 1000 feriti dal fronte russo. Nel 1944 l’ospedale venne smantellato e nella colonia si insediarono le truppe tedesche che, nell’ottobre di quell’anno, demolirono la cabina elettrica e minarono la base della torre che cadde distruggendo parte del corpo principale. Alla fine della guerra la colonia fu occupata dalle truppe alleate canadesi.
Nel dopoguerra l’Azienda di Soggiorno di Cervia diede incarico al suo presidente Sovera di prendere contatti con la direzione generale della società Montecatini, per sollecitare la ricostruzione del  fabbricato . La torre e il corpo principale della colonia vennero ricostruiti nel dopoguerra, la prima sostanzialmente ridimensionata nell’altezza alla stessa quota di copertura dei dormitori, il secondo con significative modifiche nel prospetto verso il mare.
La colonia prese successivamente il nome di Colonia dei Monopoli di Stato o Centro Vacanze Monopoli di Stato. Si trova tra la ventiquattresima e la venticinquesima traversa ed ora non è più abitata.